# Camponotus angusticeps
Camponotus angusticeps é uma espécie de inseto do gênero Camponotus, pertencente à família Formicidae.